# Sébastien Tellier on Paris’ Rooftop
Sébastien Tellier on Paris’ Rooftop | A Take Away Show ist ein Kurzfilm des französischen Regisseurs Élie Girard aus dem Jahr 2020.

## Handlung
In dem Film begleitet Girard den Musiker Sébastien Tellier bei einer Serenade über den Dächern der französischen Hauptstadt Paris. Unterstützt von Corentin Kerdraon am Omnichord und dem kurz zuvor verstorbenen Schlagzeuger Tony Allen spielt Tellier folgende Titel:
- La Ritournelle
- Stuck in a Summer Love
- A Ballet

Der Film entstand im Mai 2020 auf dem Dach des Théâtre du Châtelet im 1. Arrondissement.

## Rezeption
Der Film wurde 2020 auf dem virtuellen Filmfestival We Are One gezeigt.